# La Magdalena Contreras
Koordinaten: 19° 16′ 39″ N, 99° 16′ 4″ W
La Magdalena Contreras ist einer von 16 Bezirken (demarcaciones territoriales) von Mexiko-Stadt. La Magdalena Contreras hat auf einer Fläche von 63,6 km² 239.086 Einwohner (2010).
Der Bezirk befindet sich im Südwesten der mexikanischen Hauptstadt und wird fast vollständig von den Demarcaciones territoriales Álvaro Obregón (im Norden und Westen) und Tlalpan (im Osten und Süden) eingeschlossen. Er verfügt über einen der höchsten Grünflächenanteile von Mexiko-Stadt und außerdem fließt der Río Magdalena, der einzige Fluss der mexikanischen Hauptstadt, durch den Bezirk. Er umfasst neben dem eigentlichen La Magdalena Contreras zwölf weitere Orte, deren größter El Gavillero mit 305 Einwohnern ist.

## Geschichte
Im 17. Jahrhundert ließen sich franziskanische und dominikanische Missionare in der Region nieder, um die indigene Bevölkerung zu evangelisieren. Zu diesem Zweck errichteten sie eine Kapelle zu Ehren der Heiligen Maria Magdalena, die später in den Ortsnamen aufgenommen wurde. Der zweite Teil des Namens erinnert an den früheren Grundbesitzer Tomás de Contreras.

## Ökotourismus

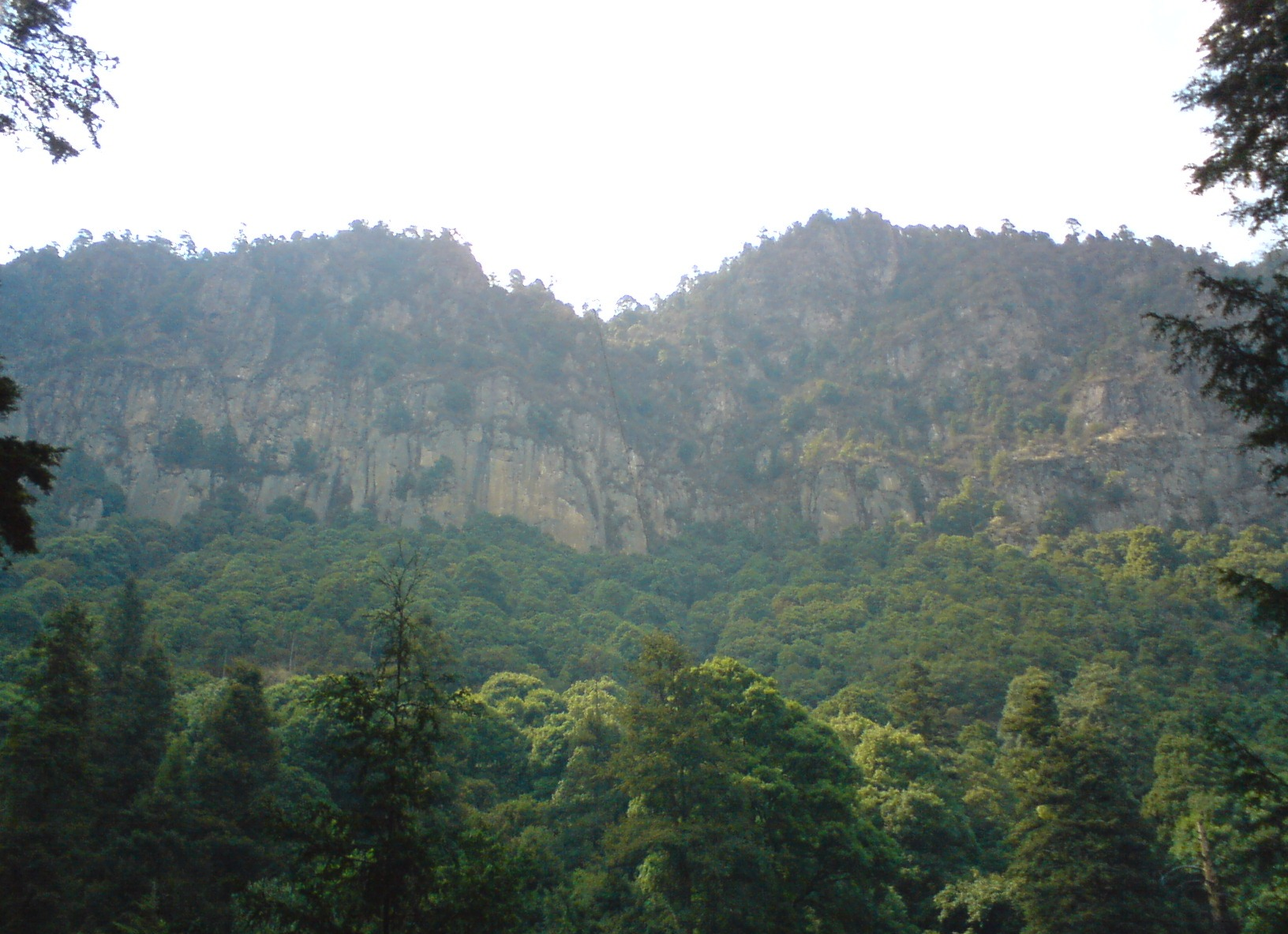
Der Ökopark Los Dinamos

Durch seine großen Grünflächenanteile war es dem Bezirk möglich, sich mit den Waldparks Los Dinamos und San Bernabé Ocotepec auf Ökotourismus zu spezialisieren.